# MapJack
MapJack es una aplicación en la que se pueden ver imágenes en 360° a nivel de calle por diversos países, publicada en 2007. Su sede actual se encuentra en la ciudad de Hong Kong. Actualmente ésta se encuentra en fase beta. Actualmente, este servicio tiene recorridos virtuales en diez países: Canadá, Francia, Estados Unidos, Letonia, Macao, Malasia, Puerto Rico, Singapur, Suecia y Tailandia. En Suecia se le conoce por hitta.se, y está escrito en sueco, enseñando imágenes de la práctica totalidad del país.

## Cobertura
| País           | Ciudades |
| -------------- | --- |
| Canadá         | Vancouver • Whistler • Squamish |
| Francia        | Levens |
| Estados Unidos | San Francisco Bay Area (incluido Sausalito) • San José • Parque nacional de Yosemite • Lake Tahoe • Oakland • Palo Alto • |
| Letonia        | Riga |
| Macao          | The Venetian |
| Malasia        | Kuala Lumpur |
| Puerto Rico    | San Juan • Mayagez • Ponce |
| Singapur       | Singapur |
| Suecia         | Estocolmo • Gotemburgo • Malmö • Borlänge • Borås • Eskilstuna • Falun • Gävle • Halmstad • Helsingborg • Jönköping • Kalmar • Karlskrona • Kristianstad • Linköping • Luleå • Lund • Norrköping • Skövde • Sundsvall • Södertälje • Trollhättan • Umeå • Upsala • Västerås • Växjö • Örebro • Östersund |
| Tailandia      | Chiang Mai • Pattaya • Phuket • Krabi • Hua Hin • Mae Hong Son • Ayutthaya • Pai |